# عملاق أحمر

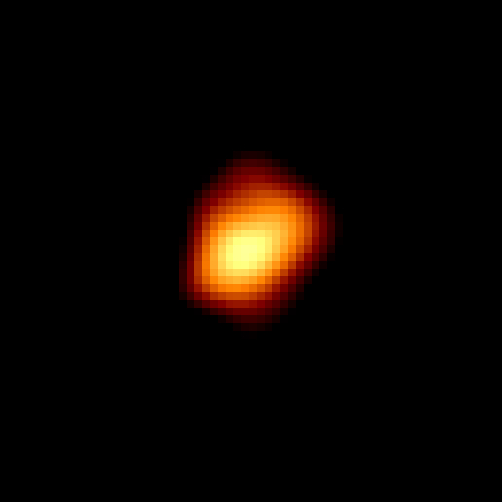
العملاق الأحمر أعجوبة قيطس في كوكبة قيطس.

العملاق الأحمر أو المَارٍد الأحمر (الجمع: المَرَدَة الحُمْر) هو نجم عملاق مضيء يبلغ نصف قطره أكبر 15 إلى 45 مرة من نصف قطر الشمس، ويعادل إضاءته نحو مائة مرة أو أكثر إضاءةً مقارنة بإضاءة الشمس، وهو نوع من أنواع النجوم في الفضاء المحيط بمجرتنا مجرة درب التبانة، أو الطريق اللبني، وتعتبر نجوم العمالقة الحمر نجوما غير مألوفة، لأن أعضاء هذه المجموعة من النجوم تطلق من الطاقة الضوئية أضعاف مضاعفة مما تطلقه نجمة الشمس، ومن النجوم من نوع العملاق الأحمر نجد نجم الدبران.
وهناك من النجوم مايسمى عملاق ضخم، وهو النجم الذي يقدر ضياؤه ولمعانه بأكثر من 50 ألف مرة من لمعان الشمس.
وبالرغم من أن النجوم التي نراها تبدو بيضاء بالعين المجردة، ولكنها تحمل ألوانا عديدة، وكل لون من هذهِ الألوان يدل على مرتبة النجم الطيفية، ويرمز إليه الفلكيون برمز مميز (مثل G للنجوم الصفراء، وM للنجوم الحمراء).
فمن النجوم التي لونها أحمر نجم منكب الجوزاء في كوكبة الجبار، وكذلك نجم قلب العقرب.

## تكون العملاق الأحمر
يتكون العملاق الأحمر نتيجة لتحول أنوية ذرات الهيدروجين المكونة للنجم -مع مرور الزمن- إلى ذرات هيليوم عن طريق الاندماج النووي مثلما يحدث في باقي النجوم. ولكن يتحول النجم بالتدريج إلى عملاق أحمر قرب انتهاء الهيدروجين، وعند بدء تحول العناصر الخفيفة مثل الكربون والأكسجين والنيتروجين إلى الحديد. ولا يحدث هذا إلا عندما ترتفع درجة حرارة قلب النجم إلى نحو 2 مليار درجة. فيتمدد النجم وعلى الأخص تتمدد طبقاته الغلافية الغازية نتيجة لارتفاع درجة الحرارة في النجم، مكونة هالة حمراء اللون هائلة الحجم متوهجة وتشع ضياءا شديدا.
ويعتقد علماء الفلك أن هذا سيكون مصير الشمس أيضا. فقد مضى على الشمس نحو 4.5 مليار سنة منذ تكونها من سحابة من عنصري الهيدروجين والهيليوم : 76 % هيدروجين، و 23 % من الهيليوم ونحو 1 % من عناصر أخرى. وهي لا زالت تحرق الهيدروجين بالاندماج النووي وتحوله إلى هيليوم وكربون وأكسجين وعناصر أخرى خفيفة. ويحسب لها العلماء أن استهلاكها للهيدروجين والهيليوم والكربون والأكسجين سينتهي بعد نحو 5 مليارات من السنين. ولكنها ستبدأ في الكبر بارتفاع درجة حرارة قلبها من 30 مليون درجة إلى 50 مليون ثم إلى 100 مليون درجة، وتتحول إلى عملاق أحمر يتسع نصف قطره حتى يصل إلى مدار كوكب عطارد ثم مدار كوكب الزهرة ثم مدار الأرض. وعندما يصل نصف قطر الشمس كعملاق أحمر إلى مدار الأرض، تكون عندها الحياة على الأرض قد أنتهت قبل ذلك بمليارات السنين نظرا للحرارة المتزايدة الصادرة من الشمس.
ويقدر العلماء أنه بعد نحو مليار سنة من الآن تبدأ البحار تتبخر من شدة الحرارة وبعد 3 مليارات من السنين تصبح الأرض جافة تماماً وتصبح كوكبا ميتا لا حياة فيه.

## خصائص العملاق الأحمر
ينتمي العملاق الأحمر إلى التصنيف الطيفي K و M والتي تبلغ درجة حرارة سطحها من 3330 كلفن (تعادل تصنيف طيفي M5 ) إلى 4750 كلفن (تعادل تصنيف طيفي K0 ). ويندر وجود بينها التصنيفات الطيفية Rأو S أو N، والتي تبلغ درجة حرارتها بين 1900 إلى 5400 كلفن طبقا لتقسيم شميت-كالر لعام 1982.
وبالمقارنة بالشمس والتي تبلغ درجة حرارة سطحها 5780 كلفن فإن درجة حرارة العملاق الأحمر أقل من ذلك فيكون النهاية العظمى لأشعاعها كجسم أسود في نطاق اللون الأحمر أو البرتقالي.
ونظرا إلى ضخامة حجم العملاق الأحمر والاتساع الكبير لمساحة سطحه فتكون كمية الإشعاع كبيرة وبالتالي ضياءه عالية جدا وهي تمثل نجوما ذات قدر مطلق كبير. ففي نطاق الضوء المرئي يصل قدرها المطلق للتصنيفين K و M من -0.4 إلى 0.7 ، وبالمقارنة بالقدر 4.8 للشمس فغن العملاق الأحمر يفوقها نحو 100 مرة . كما يبلغ ضياءها الكلي عبر جميع أطوال الموجة التي تشعها فيصل قدر التصنيفين K و M من -2.6 إلى 0.4 ، وبالمقارنة بالشمس والتي يبلغ قدرها 4.8 تفوق ضياءه ضياء الشمس بنحو 1000 مرة.
وشدة الضياء هذه هي التي تجعلها ترى بسهولة بالعين المجردة في صفحة السماء المليئة بنجوم أبرد من ذلك من نجوم النسق الأساسي رغم بعدها عنا الكبير. فمن بين النجوم التي ترى بالعين المجردة نجد كثيرا من نواع نجوم العملاق الأحمر.
ونظرا لانخفاض درجة حرارة أسطح العمالقة الحمر وشدة ضياءها فإننا نجدها في الرسم البياني الذي يمثل تصنيف هرتزشبرونج-راسل في الجزء العلوي على اليمين.
وتتميز العمالقة الحمر باتساع كبير لغلافها الضوئي ، مما يجعل من اللازم إعادة النظر والتدقيق في تعريفات بياناتها الفيزيائية مثل تعريف درجة حرارة السطح لها، وكثافة السطح، ونصف القطر.

## نجوم لا تصل إلى حالة عملاق أحمر
النجوم صغيرة الكتلة لا يكون فيها حمل حراري

وبالتالي لا يتجمع في قلبه عنصر هيليوم، ولكن يستمر في مزاولة اندماجه النووي من دون أن يصبح عملاقا أحمرا.

وتسمى مثل تلك النجوم قزم أحمر، ويقدر عمر تلك النجوم بأعمار تفوق عمر الكون الافتراضي نفسه ولذلك فلا توجد مشاهدات تبين أن تلك النجوم الصغيرة الكتلة تتقدم في العمر (حيث يسير فيها الاندماج النووي بمنتهى البطأ).
ومن جهة أخرى نجد نجوما بالغة الكتلة وتعمر كل منها حتى تصبح عملاقا عظيما، تلك العمالقة العظام (كتلة النجم منها أكبر من الشمس بحوالي 50 أو 100 مرة ) نجدها تنتقل خلال عمرها على الرسم البياني لتصنيف هرتزشبرونج-راسل أفقيا إلى اليمين واليسار حتى تصل إلى اليمين في الرسم حتى تصبح عملاقا عظيما أحمرا ، وينتهي عمر النجم منهم في صورة انفجار من نوع مستعر أعظم II .

## عمالقة حمراء معروفة

مقارنة بين حجم عملاق الدبران والشمس في حين أن كتلته تبلغ 5و2 من كتلة الشمس.

| الاسم                    | كتلته    | نصف القطر | إضاءته    |
| ------------------------ | -------- | --------- | --------- |
| الدبران                  | 2,5 M☉   | 25 R☉     | 156 L☉    |
| حارس السماء              | 1.08 M☉  | 25 R☉     | 210 L☉    |
| غاما نعيم                | 3 M☉     | 133 R☉    | 1.500 L☉  |
| الأنف                    | 10–11 M☉ | 150 R☉    | 6.700 L☉  |
| Y السلوقيان [الإنجليزية] | 3 M☉     | 215 R☉    | 4.400 L☉  |
| منخر قيطس                | 3 M☉     | 84 R☉     | 1.800 L☉  |
| ميرا                     | 1.2 M☉   | 400 R☉    | 8.400 L☉  |
| رأس الجاثي               | 7–8 M☉   | 300 R☉    | 17.000 L☉ |

## مستقبل الشمس

حجم الشمس الآن مقارنة بحجمها عندما تتحول إلى عملاق أحمر

بعد 5 مليارات عام تقريباً، ستبدأ الشمس بعملية حرق الهليوم لتتحول بذلك إلى عملاق أحمر. وعندما تتوسع ستستهلك طبقاتها الخارجية كل من عطارد والزهرة وقد تصل إلى الأرض. لكن العلماء لا زالوا يشكُّون في إن كان سيتم ابتلاع كوكبنا أم لا، أوإن كان سيستمر بالدوران عند قربٍ خطير من النجم الخافت. ومهما كانت النتيجة، فإن الحياة -كما نعرفها الآن- لن تكون موجودة في ذلك الوقت.
قد تُقدّم «الشمس المتحولة» أملاً جديداً بالنسبة للكواكب الأخرى، فعندما تتحول النجوم إلى عمالقة حمراء فإنها تقوم بتغيير المناطق الصالحة للسكن الخاصة بأنظمتها.
تعد المنطقةُ الصالحة للسكن المحيطة بالنجم والتي تكون عند مسافة تسمح للماء السائل بالوجود فوق سطح الكواكب، وهي ما يعتبرها العلماء أنسب المناطق لتطور الحياة. ولأن النجوم تبقى على هيئة عمالقة حمراء لفترة قد تصل إلى مليار عام تقريباً، فمن الممكن أن تظهر الحياة فوق أجسام في الجزء الخارجي من النظام الشمسي، حيث ستكون تلك الأجسام أقرب إلى الشمس في ذلك الوقت.
على أية حال، ستكون تلك الفرصة متاحة لفترة قصيرة من الزمن. فعندما تتقلص الشمس والنجوم الأخرى الأصغر لتصبح قزماً أبيضاً، سيختفي كل ضوء يُساعد على ظهور الحياة.

## اقرأ أيضًا
- سماء الشتاء
- سماء الربيع
- ضغط انتكاس الإلكترون
- العيوق (نجم)
- حارس السماء (نجم)
- رأس التوأم المؤخر
- نجم WR 124
- قزم أبيض
- الانفجار العظيم
- خط زمني للانفجار العظيم
- ثقب أسود
- انفجار أشعة غاما 970228
- انفجار أشعة غاما 090423
- انفجار أشعة غاما 080319ب
- انفجار أشعة غاما 971214
- انفجار أشعة غاما 080916C
- انفجار أشعة غاما 060218
- مستعر أعظم II
- مستعر أعظم نوع Ia
- مستعر أعظم
- نجم كواركات
- نجم المليك